# Mogens Ballin
Francesco Mogens Hendrik Ballin (Kopenhagen, 9 maart 1871 – aldaar, 28 januari 1914) was een Deens kunstschilder. Hij maakte deel uit de groep “Les Nabis”.
Mogens Ballin werd in Kopenhagen geboren als zoon in een rijke joodse familie. In 1889 vertrok Ballin met een aanbeveling naar Paul Gauguin. Op een bijeenkomst ter ere van Gauguin maakte hij kennis met Jan Verkade. Verkade introduceerde Ballin bij Les Nabis, Ballin zou vervolgens regelmatig de bijeenkomsten van de Nabis bezoeken.

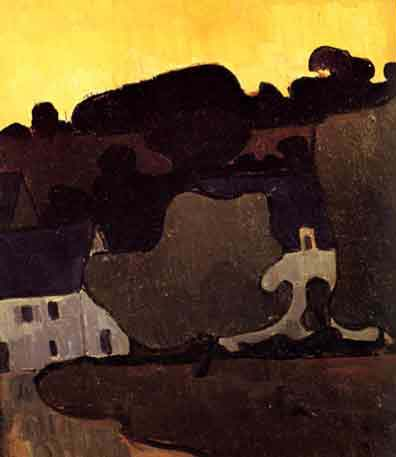
Mogens Ballin - Bretons landschap

Met Verkade gaat Ballin in het voorjaar van 1891 naar Pont-Aven. Hij werkte daar samen met Verkade en met Paul Sérusier. Ballin had een innerlijk drang naar het mysticisme, en de twee kunstenaars met wie hij samenwerkte waren goede sparring partners op dit vlak.
In 1892 vergezelde Ballin Verkade weer naar Bretagne, ditmaal naar Saint Nolff. Verkade bekeerde zich daar tot het katholicisme, Ballin discussieerde hier veel en lang over met Verkade. Ballin was nog steeds zoekende en besloot samen met Verkade tot een reis naar Italië. Daar, in Fiesole, in het franciscaner klooster, liet Ballin zich ook dopen.
In 1893 ging Ballin terug naar Denemarken, hij moest zijn militaire dienstplicht vervullen. In 1894 zette hij in Kopenhagen een tentoonstelling op van zijn eigen werk samen met dat van Verkade. De tentoonstelling wekte veel sensatie, omdat met hun hang naar traditie, naar objectiviteit en religie in de kunst ze volledig tegen de heersende stroming van realisme en naturalisme in gaan.
In Kopenhagen ontmoette hij Johannes Joergensen. Joergensen, een jonge dichter, was onderdeel van de Deense avant-garde. Voor Joergensen maakte Ballin illustraties, die in het tijdschrift Taarnet van Joergensen gepubliceerd werden. Ook met Joergensen voerde Ballin uitgebreide discussies over het mysticisme. In de loop van 1894 vertrokken Ballin en Joergensen samen voor een reis naar Italië, met name naar Assisi. Joergensen zou later wereldberoemd worden om zijn biografie van Fransiscus van Assisi
Ballin ging in Kopenhagen aan het werk als zilversmid. Ballin bouwde een spraakmakend en baanbrekend atelier op, waarin bijvoorbeeld van 1901-1904 Georg Jensen als leerling en als voorman werkte. Ballin had een zeer sterke invloed op de ontwikkeling van Jensen, maar deze zou hem later op het vlak van sieraden en ontwerp ver overvleugelen.
In 1899 trouwde Ballin met aan Deense van Franse afkomst, Marguerite d'Auchamp. Ze kregen samen vijf kinderen, maar Marguerite stierf in 1907 op 30-jarige leeftijd aan de Spaanse griep. Ballin kwam hier nooit volledige overheen, en wijdde zich steeds minder aan de kunst en steeds meer aan het opvoeden van zijn kinderen en aan de katholieke kerk in Denemarken. In 1914 overleed Ballin aan kanker.